# Поместие
Поместието (на руски: поместье) е разновидност на поземлено владение, давано за военна (или друга държавна) служба в Русия в периода от края на 15 до началото на 18 век.
Европейски аналози са термините асиенда (испански) и фазенда (португалски), произлезли от древнофранкското hazind (дружинник, мобилизиран воин).
Давано е от държавата или църквата в лично владение на заслужило лице под условие за служба, т.е. като възнаграждение за служба и едновременно като средство за служба. Подобно на самата служба, това владение е временно, но същевременно обикновено е пожизнено. С условния си, личен и временен характер поместното владение отначало се отличава от вотчината, представляваща наследствена поземлена собственост на нейния владелец. Впоследствие започва да се предава по наследство, а така също да преминава чрез обмен и другояче от помешчик (владелец на поместие) към помешчик. Към владението на поместие се добавя владение на населяващите го селяни. По Указа за единонаследието (1714) поместието се слива с вотчината в единен вид поземлена собственост – имение.